# Рио де Нарваэс, Мануэль дель
Мануэль дель Рио де Нарваэс (исп. Manuel Del Río De Narváez, 1800(?) — 1871(?)) — колумбийский политический деятель.

## Биография
Был губернатором провинции Картахена. В 1837 году был избран в Палату представителей Национального конгресса. Запомнился тем, что был единственным, кто проголосовал против закона о закрытии четырёх мелких монастырей в провинции Пасто (после чего в стране началась гражданская война). В 1841 году стал сенатором. Был арестован революционным правительством Картахены, смог бежать на Ямайку, оттуда через Венесуэлу снова вернулся в страну.
В 1860 году в стране вспыхнула новая гражданская война, которая сложилась неудачно для правительственных сил. Возглавивший в 1861 году правительство Леонардо Каналь в 1862 году назначил Рио де Нарваэса министром внутренних дел. Так как Конституция запрещала одновременно возглавлять и страну, и армию, то 6 ноября 1862 года Каналь передал Рио де Нарваэсу президентские полномочия.
16 января 1863 года Рио де Нарваэс подписал договор в Кали, признающий победу повстанцев.